# Aeroportul Regional Barnwell
Aeroportul Regional Barnwell (IATA: BNL, ICAO: KBNL, FAA LID: BNL) este un aeroport din Carolina de Sud, Statele Unite ale Americii ce deservește zona Barnwell⁠(d). A fost numit după zona deservită.
Situat la o altitudine de 75 m, aeroportul dispune de 2 piste.

## Infrastructură

### Piste
Aeroportul dispune de 2 piste. Pista 05/23 are suprafața de asfalt și dimensiunile 4.526 picioare × 70 picioare. Pista 17/35 are suprafața de asfalt și dimensiunile 5.119 picioare × 100 picioare. 